# Дворцовая полиция
Дворцовая полиция ― существовавшая в Российской империи государственная структура, отвечавшая за охрану императорских резиденций.

## История
8 декабря 1861 года на основании доклада министра императорского двора графа В. Ф. Адлерберга императору Александру II была учреждена особая «городовая стража» из 30 человек. Она должна была осуществлять охрану в Зимнем дворце и вокруг него, а также во время прогулок императора в Летнем и Александровском садах. В эту полицейскую команду перевели лучших городовых унтер-офицерского и фельдфебельского званий и околоточных надзирателей петербургской полиции. Они носили форму околоточных надзирателей петербургской полиции.
Дворцовую полицейскую команду сначала расположили в здании Эрмитажного театра, затем её перевели в дом придворнослужителей у Певческого моста. Команда подчинялась коменданту Императорской Главной Квартиры А. Рылееву, впоследствии назначенному генерал-адъютантом, ему также подчинялась созданная в 1866 году охранная агентура (охранная стража) от III-го Отделения Собственной Его Величества канцелярии, которая занималась скрытым сопровождением императора при его поездках вне резиденций и наблюдением в деревнях и селах близ царских резиденций.
29 апреля 1862 года были утверждены правила охраны Большого Царскосельского (Екатерининского) дворца во время нахождения там членов императорской фамилии. Для несения службы в этом дворце 21 человек из дворцовой полицейской команды были переведены в Царское Село. При прибытии императора в Петергоф дворцовые полицейские несли службу на постах около Петергофского дворца и в парках Петергофа.
После упразднения III-го Отделения Собственной Его Величества канцелярии в декабре 1883 года при Департаменте полиции была создана Охранная агентура, в оперативном отношении подчинявшуюся петербургскому градоначальнику. В состав Охранной агентуры входили «постовые» и «местные» охранники, которые должны были обеспечивать безопасный проезд императора и наследника по столице. «Постовые» должны были предотвращать возможные покушения путём «личного наблюдения в районе своего поста». «Местные» агенты, набираемые из околоточных надзирателей, должны были следить за всеми подозрительными личностями в своём районе.
После убийства Александра II при Александре III 3 сентября 1881 года была создана Собственная Его Величества охрана, в состав которой были включены дворцовая полицейская команда,Собственный Его Императорского Величества сводный пехотный полк, железнодорожная инспекция и секретная часть. Начальником этой структуры стал генерал-майор П. Черевин.
Дворцовая полицейская команда была увеличена ещё в 1879 году до 42 человек и одного околоточного, а позже ― до 98 человек и двух околоточных (Полный свод законов, т. I, 1881 г., ст.346). Начальником дворцовой полицейской команды был назначен полковник Зиновьев.
23 сентября 1884 года дворцовая полицейская команда и секретная часть Собственной Его Величества охраны были объединены в Дворцовую полицию. Её главой стал начальник секретной части полковник Ширинкин.
В 1880—1890-х годах Дворцовая полиция не только охраняла императорские резиденции, но и в случае необходимости сопровождала вне их императора и лиц, близких ко двору.
Для заведования дворцовой полицией, в 1894 году, учреждена Канцелярия дежурного при Его Императорском Величестве генерала.  С этого же года в штате Дворцовой полиции было 129 человек.
14 марта 1896 году орган управления дворцовой полиции то есть Канцелярия дежурного при Его Императорском Величестве генерала переименована в Канцелярию дворцового коменданта, а название должности «Дежурный при Его Императорском Высочестве генерал» была переименована в Дворцовый комендант, функции которого первоначально исполнял генерал-майор П. П. Гессе.
С 1 мая 1905 года начальником дворцовой полиции был назначен подполковник Борис Андреевич Герарди, которого А. И. Спиридович называл «выдающимся офицером». Штаты Дворцовой полиции, утверждённые 11 октября 1905 года, состояли из: начальника, двух его помощников, 8-ми чиновников для поручений, 34-х полицейских надзирателей, одного лекарского помощника, 94-х городовых и 4-х писарей.
Указом от 11 октября 1905 года управление дворцового коменданта, заведующее дворцовой полицией, было включено в состав министерства императорского двора. В отсутствие министра императорского двора, дворцовый комендант получал указания непосредственно от императора.
После 1907 года дворцовых полицейских стали размещать на пути проездов императора Николая II и его семьи. Они были обязаны знать в лицо всех живущих при дворце. Дворцовая полиция также проводила проверку благонадежности всех лиц, поступивших на службу в Министерство императорского двора и лиц других ведомств, имеющих доступ во дворцы.
Дворцовая полиция была упразднена на основании постановления Временного правительства от 8 апреля 1917 года.